# Benjamin Stolberg
Benjamin Stolberg (* 30. November 1891 in Elisabethgrad; † 21. Januar 1951 in New York) war ein amerikanischer Sozialwissenschaftler und Journalist russischer Herkunft.

## Leben
Der Sohn ukrainisch-jüdischer Emigranten wuchs in München auf, wo er 1902/03 das Maximiliansgymnasium besuchte und das Realgymnasium absolvierte. 1908/09 emigrierte er in die USA. Er lebte zunächst bei Verwandten in St. Louis und studierte Medizin an der privaten Washington University in St. Louis. Von 1909 bis 1914 lebte er von Gelegenheitsarbeiten in verschiedenen Gegenden der USA. Von 1914 bis 1917 studierte er ohne Abschluss an der ebenfalls privaten Harvard University. Bis 1919 folgte ein Soziologie-Studium an der University of Chicago. Ab 1921 machte er sich zunehmend als politischer Redakteur einen Namen: Er begann als Herausgeber des „Journal of the Brotherhood of Locomotive Engineers“ in Cleveland, Ohio, wechselte zur Chicago Tribune, zur linksliberalen Wochenzeitschrift The Nation, zu der ebenfalls links orientierten Wochenzeitschrift New Republic und als Kolumnist zur New York Evening Post. 1923 zog er nach New York City, engagierte sich als Kritiker der konservativen US-Labor-Organisation, avancierte zum Vorstand der League for Industrial Democracy in New York und war Mitherausgeber der Literaturzeitschrift „The Bookman“. In den 1930er Jahren galt er als einer der schärfsten Kritiker des New Deal und war eine der führenden Autoritäten zu Fragen des Kommunismus und der Arbeiterschaft in den USA. Er schloss sich den Verteidigern Leo Trotzkis an (u. a. John Dewey) und veröffentlichte bis zu seinem Tode zahlreiche kritische politische Schriften. Als überzeugter Anti-Stalinist befürwortete er die Verfolgung von Kommunisten und ihren Sympathisanten unter Senator Joseph McCarthy.
Stolbergs Sohn David Stolberg (1927–2011) war als Journalist und Herausgeber tätig; die Enkelin, Mary M. Stolberg (* 1956) ist Schriftstellerin.

## Veröffentlichungen (Auswahl)
- The Economic Consequences of the New Deal (mit Warren Jay Vinton). Harcourt, Brace, New York 1935
- The Story of the CIO. Viking Press, New York 1938
- Tailor’s Progress: The Story of a Famous Union and the Men Who Made It. Doubleday, Doran, New York 1944

Zeitungsartikel:
- Prof. Kallen on Class Warfare, in: Chicago Evening Post, 7. Februar 1919
- The Kansas Industrial Court, in: The Federated Press, 24, und 28. Februar 1921
- The Great Stupidity: The Story of the Labor Board’s Strike, in: Labor Age 11, no. 9: 18, 1922
- The Tragedy of Coal, in: The Nation, März 1922
- The Vanguard, in: The Survey, 20. Mai 1922
- Diverging Paths on Labor’s Highway, in: New York World, 19. August 1923
- Railroad Labor Amalgamation, in: The New Republic, 21. Februar 1923
- Railroad Labor’s Tendencies, in: The New York Post, 16. August 1923
- The Revolt in the Unions, in: The Nation, 25. Juni 1923
- Beginning the Great Change in Industry, Labor Unions, Assuming Responsibility, Show Capital How to Solve Its Problems, in: New York World, 5. Oktober 1924
- The Mouse That Frightens Hughes, in: Hearst’s International, März 1924
- The Shake-Up of the World Is Rousing Women to Action, in: New York World, 13. April 1924
- A Great Journalist, in: The New Leader, 18. Juli 1925
- The End of the Gompers Tradition: A New Drift in the American Federation of Labor, in: The Independent, 14. Februar 1925
- The Peter Pans of Communism, in: The Century, Juni 1925
- The Predicament of American Labor, in: The Nation, 30. September 1925
- The Vagaries of Communism, in: Commonweal, 30. Dezember 1925
- Labor Action Varies in Different Lands, in: The New York Times, 26. September 1926
- The New Unionism, in: The Modern Quarterly 3, no. 4, Sept.-Dezember 1926, S: 292–300
- William Green’s Convention, in: The Nation, 3. November 1926
- The Pullman Peon: A Study in Industrial Race Exploitation, in: The Nation, 7. April 1926
- The Man Behind the Times, in: Atlantic Monthly 138, Dezember 1926, S. 721–730
- The Collapse of the Needle Trades, in: The Nation, 4. Mai 1927, S. 496–498; 11. Mai 1927, S. 524; 18. Mai 1927, S. 554–555
- Pot Calls the Kettle Black, in: New Leader, 28. Januar 1928
- The Tailor and the Scientific Method, in: The Nation, 13. Juni 1928
- Degradation of American Psychology, in: The Nation, 15. Oktober 1930, S. 395–397
- Big Steel, Little Steel, and the C.I.O., in: The Nation, 31. Juli 1931, S. 119–122
- Ballyhoo and the Higher Learning, in: The Nation, 18. Februar 1932, S. 175–176

.* Votes Won’t Do It!, in: Common Sense  1, no. 5: 11, 12, 1933
- Morris Hillquit, in: The American Mercury 33, no. 129, S. 122, 123. 1934
- Critique of Chaos, in: The Nation, 1. Mai 1935, S. 505
- John L. Lewis, Portrait of a Realist, in: The Nation, 1. August 1936
- The Education of John L. Lewis, in: The Nation, 8. August 1936
- The Education of John L. Lewis III, in: The Nation, 15. August 1936
- Buzz Windrip – Governor of Georgia, in: The Nation, 4. März 1936, S. 269–271; 11. März 1936, S. 316–318
- The C.I.O. Moves On, in: The Nation, 20. Februar 1937, S. 203–204 (mit Cordell Hull)
- Inside the C.I.O., in: The New York World Telegram, 10. Januar 1938 und 11 folgende Ausgaben
- Thermidor and the Lady Giraffe, in: Common Sense  7, no. 1: 1938, S. 21, 22
- Was the Bolshevik Revolution a Failure?, in: Modern Quarterly  11, no 1, 1938, S. 13
- Collapse of Communism in U.S., in: The Herald Tribune, 26. November 1939 und 5 folgende Ausgaben
- Communist Wreckers in American Labor, in: Saturday Evening  Post  212, no. 10, 1939, S. 5–7, 32–36
- The Vanishing American, in: The American Mercury, April 1940, S. 391–399
- Inside Labor, in: The American Mercury 53, August 1941, S. 180
- Sinclair Lewis, in: The American Mercury 53, Oktober 1941, S. 450–453, 459
- Behind the Labor Crisis, in: The American Mercury, Mai 1942, S. 578–590
- Acheson of the State Department, in: The American Mercury, Mai 1946, S. 519–526

Rezensionen:
- An Autobiographical Libel (Samuel Gompers: Seventy Years of Life and Labor), in: The Nation, 22. Juli 1925, S. 119
- Au Revoir, Mr. Douglas (Norman Douglas: Good-Bye to Western Culture), in: The Nation, 1. Oktober 1930, S. 53
- The Black Man’s Burden (Leonard Barnes: Caliban in Africa), in: The Nation, 1. Juli 1931, S. 20–21
- Clarence Darrow (Clarende Darrof my Life), in: The Nation, 2. März 1932, S. 261
- The Americanization of Karl Marx (Sid ey Hook: Towards the Understanding of Karl Marx), in: The Nation, 12. April 1933, S. 414
- Consumers Can’t Make a Revolution (J.B. Matthews and Ruth Enalda Shallcross: Partners in Plunder), in: The New Republic, 15. Mai 1935, S. 24
- Dr. Edman Looks at Democracy (Irwin Edman, Herbert W. Schneider: Fountainheads of Freedom), in: The American Mercury, Februar 1942, S. 243–246
- Robert A. Taft: American Liberal, in: The American Mercury 71, Oktober 1950, S. 387–399